# Instrumento MIRI del JWST

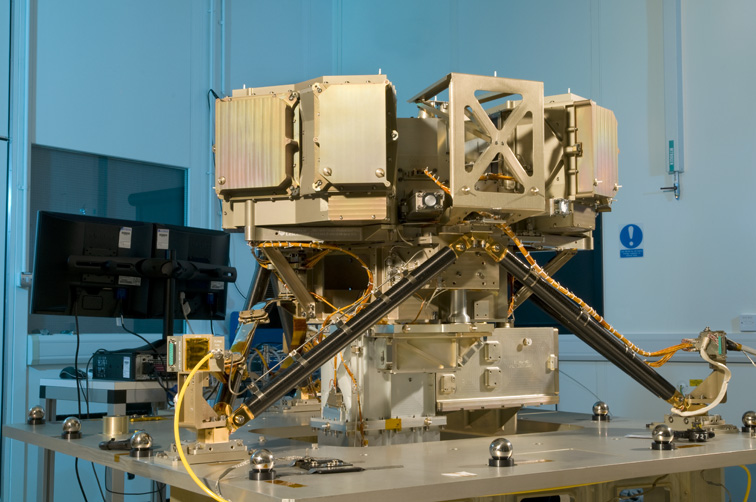
Instrumento MIRI del JWST

Instrumento MIRI (del inglés Mid-Infrarred Instrument) es un instrumento a bordo del telescopio espacial James Webb (JWST). MIRI proporciona los modos de imagen y de espectroscopía en un rango de longitud de onda de 4.9 a 27.9 micrómetros. Estas longitudes de onda pueden ser utilizadas para estudios que incluyen, entre otros: imagen directa de exoplanetas jóvenes y cálidos y espectroscopía de sus atmósferas; identificación y caracterización de las primeras galaxias con desplazamientos al rojo mayores que 7; análisis del polvo caliente y gas molecular de estrellas jóvenes y discos proto-planetarios.  

Los modos de observación de MIRI son: imagen, espectroscopía de baja resolución con rendijas y sin rendijas (LRS), espectroscopía de campo integral de media resolución (MRS) tomada con una unidad de campo integral (IFU) y coronagrafía. Opera a -266 °C.  

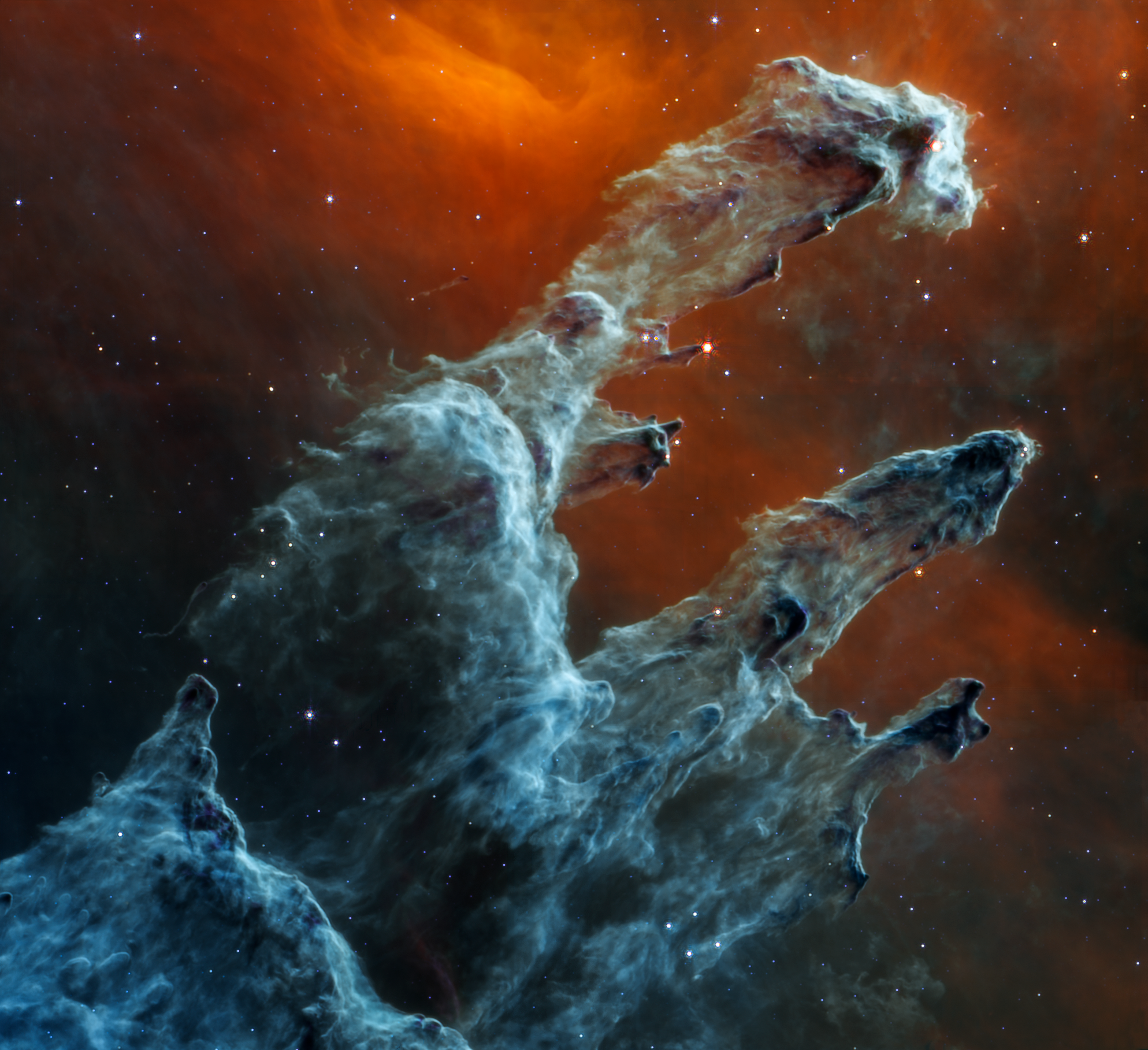
Pilares de la creación, observados con MIRI

MIRI fue construido por el Consorcio de MIRI, de 24 institutos astronómicos en 10 países Europeos y el JPL en colaboración con la ESA y la NASA. 

## Resumen
El espectrógrafo tiene cuatro canales separados, cada uno con sus propias rejillas y divisores de imagen. El campo de visión del espectrógrafo es de 3.5 por 3.5 segundos de arco.
La cámara tiene una escala de placa de 0.11 segundos de arco/píxel y un campo de visión de 74 por 113 segundos de arco.  Anteriormente en el desarrollo, el campo de visión iba a ser de 79 por 102 segundos de arco. El canal de imagen tiene diez filtros disponibles y los detectores están hechos de silicio dopado con arsénico (Si:As).
MIRI presenta mecanismos de rueda similares a NIRSpec, que también han sido desarrollados y construidos por Carl Zeiss Optronics GmbH (subcontratada a su vez por Max Planck Institute for Astronomy. Durante 2013 y terminando en enero de 2014, MIRI fue integrado en el Módulo de Instrumentos Científicos Integrados (ISIM). MIRI pasó con éxito las pruebas Cryo Vac 1 y Cryo Vac 2 como parte de ISIM en la década de 2010. MIRI está unido al ISIM por una estructura hexapodal de fibra de carbono y plástico, que lo une a la nave espacial y también ayuda a aislarlo térmicamente.   
La puesta en marcha (comisionado) se completó a partir de las siguientes fechas:  
- Imagen, 17/06/2022

- Espectroscopía de baja resolución, 24/06/2022

- Espectroscopía de resolución media, 24/06/2022

- Imagen coronográfica, 29/06/2022

MIRI fue desarrollado en colaboración entre la NASA, y un consorcio de 10 países europeos. La parte estadounidense está dirigido por George H. Rieke (Universidad de Arizona) y la parte europea por Gillian Wright (UK Astronomy Technology Centre, Edimburgo, miembro del Science and Technology Facilities Council (STFC)). 

## Elementos ópticos
La cámara de MIRI cuenta con varios elementos ópticos importantes, que incluyen una rueda de filtros de 18 estaciones, máscaras coronagráficas y un detector de infrarrojos medios de 1k × 1k píxeles:
1. Rueda de filtros: La rueda de filtros de 18 estaciones incluye filtros de imagen, un prisma LRS y filtros coronagráficos.
2. Máscaras coronagráficas: Además de un coronágrafo Lyot clásico en el plano focal del telescopio, MIRI incorpora la tecnología de máscara de fase de 4 cuadrantes para proporcionar el ángulo de trabajo interno (IWA) más pequeño posible de ~1λ/D en 10–16 μm.
3. Ranura (Slit): Además de las máscaras coronagráficas, la ranura del LRS también está ubicada en el plano focal del telescopio.
4. Detectores: A diferencia de otros instrumentos del JWST, que utilizan matrices de detectores infrarrojos de HgCdTe, MIRI utiliza 3 matrices de detectores de silicio dopado con arsénico. Los detectores MIRI fueron desarrollados específicamente para los requisitos de sensibilidad de JWST; MIRI, siendo el instrumento más sensible al fondo térmico de todos los instrumentos a bordo del JWST, también es el instrumento más frío, enfriado activamente a su temperatura de funcionamiento de 7 K por un criocooler.

## Modos de observación

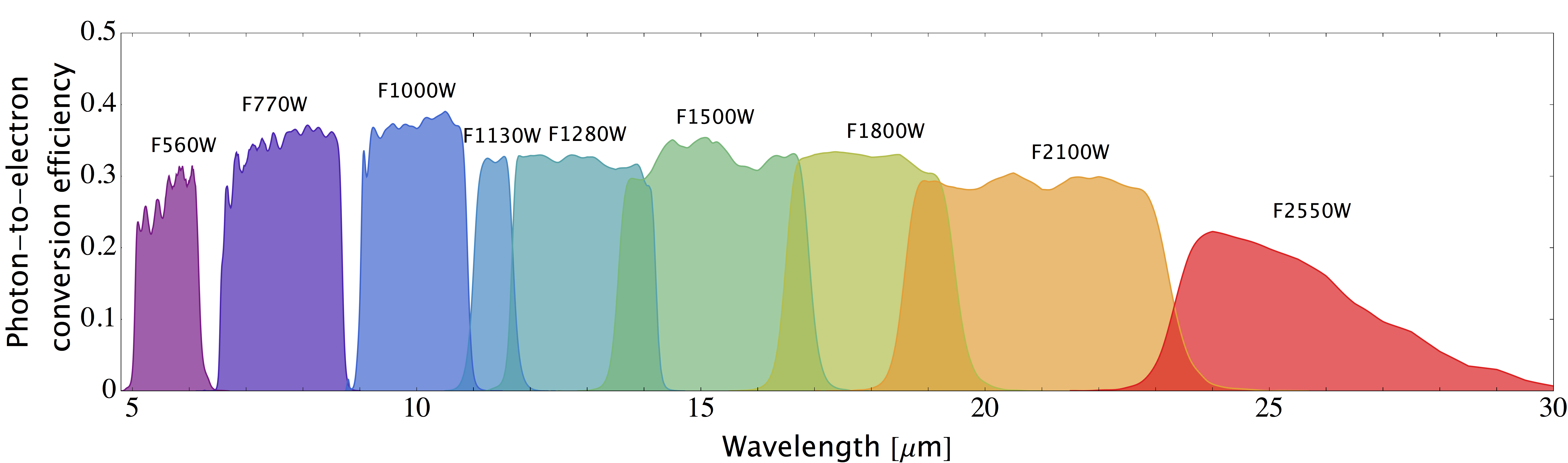
Filtros de MIRI imagen

Los cuatro modos de observación se detallan a continuación
- Imagen,[2] con un campo de visión de 74" × 113" y un rango de longitud de onda entre 5.6 y 25.5 μm y una escala de placa de 0.11 "/pixel. Con los siguientes filtros: 
  - F560W
  - F770W
  - F1000W
  - F1130W
  - F1280W
  - F1500W
  - F1800W
  - F2100W
  - F2550W

- Espectroscopía de baja resolución con rendijas y sin rendijas, LRS, [3] con un rango de longitud  de onda entre 5 y 14 μm. Para ambos modos, el camino que sigue la luz entrante es el mismo y utiliza el mismo prisma doble como dispersor. Los modos son muy similares, excepto por la ubicación del objetivo en el campo. Para la espectroscopía de ranura, el objetivo se coloca en la ubicación de la ranura, y para la sin ranura se posiciona en un lugar específico en una submatriz de detector dedicada. La elección entre operación con ranura y sin ranura para LRS está dictada únicamente por la necesidad de un rendimiento espectrofotométrico de alta precisión.

- Espectroscopía de campo integral de media resolución (IFU) MRS,[4] con un rango de longitud de onda entre 4.9 y 27.9 μm en un campo de visión  de 6.6" × 7.7". Cuenta con cuatro canales son los que se puede observar simultáneamente. Cada canal se divide en tres ajuste de rendija: corto, medio y largo, y en cada observación solo se puede elegir un modo.

- Coronagrafía, [5]con un rango de longitud de onda entre 10 y 23 μm. Cuenta con los siguientes filtros: 
  - F1065C
  - F1140C
  - F1550C
  - F2300CFiltros de MIRI imagen

## Contribución española
La participación española en MIRI ha sido notable. Los grupos de ingeniería del Instituto Nacional de Técnica Aeroespacial (INTA) desarrollaron el MTS (MIRI Telescope Simulator) desde 2001 hasta 2012. El simulador MTS fue el sistema óptico diseñado para simular la señal óptica del James Webb en condiciones de espacio profundo y que se utilizó para la caracterización de MIRI antes de su entrega a NASA en la primavera de 2012.
Además, el equipo científico de MIRI está formado por investigadores del Centro de Astrobiología (CAB) que participan en los equipos científicos europeos del instrumento. Investigadores del CAB están involucrados en los grupos científicos y en las labores de calibración y caracterización orbital de MIRI que tuvo lugar durante el comisionado, en el primer semestre de 2022, coordinando y liderando varios de los programas de calibración del espectrógrafo.  